# Adonias Filho

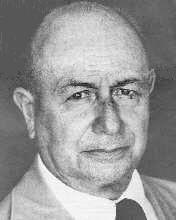
Adonias Filho

Adonias Aguiar junior född 27 november 1915, död 2 augusti 1990, var en brasiliansk författare, mest känd under sin pseudonym Adonias Filho. Han var ledamot av Academia Brasileira de Letras.
Adonias Filho skildrade i sina romaner den sociala verkligheten i Nordöstbrasilien. Med ett återhållet språk skapade han intensiv dramatik, såsom i sitt mest kända verk, romanen Corpo vivo (1962, "Den osalige").